# Poya (peinture)
 (octobre 2022).

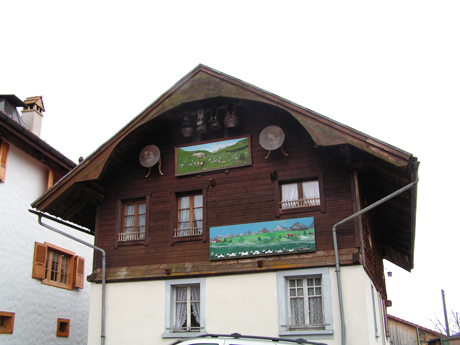
Un chalet à fronton décoré de poyas à Estavannens.

En peinture, la poya (du mot qui signifie en francoprovençal « montée », « côte » ou « montée en alpage »), est une représentation picturale profane,  d'art populaire souvent naïve, qui, représente la montée aux alpages (transhumance) des troupeaux principalement dans le canton de Fribourg  en Suisse, peints par les armaillis, les bergers d'alpage.
L'origine et la fonction de ces tableaux étaient initialement de fournir « l'inventaire » du troupeau, des personnes et du matériel (contenu dans le « train du chalet ») se rendant à l'alpage.
Ces tableaux étaient ensuite disposés sur les frontons ou bien au-dessus des fenêtres de chaque maison en signe de prospérité.

## Histoire du sujet

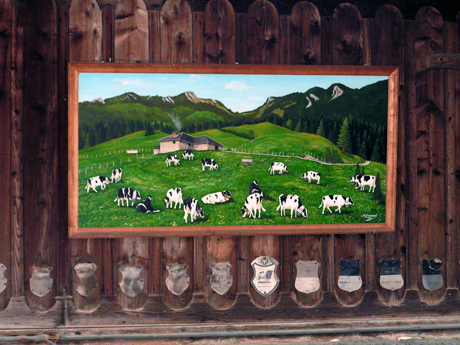
Détail du fronton d'un chalet décoré d'une poya.

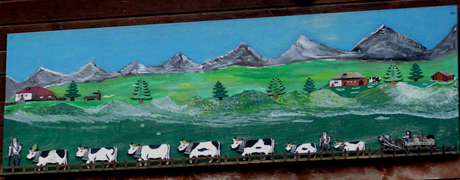
Tableau à Estavannens, sur le fronton d'une maison.

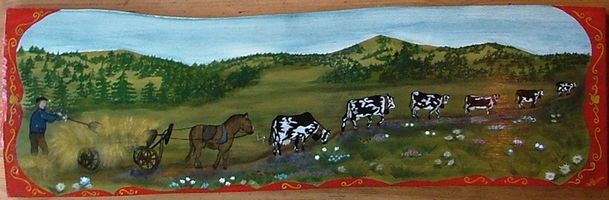
Tableau Le Dru.

Le genre est issu des peintures et gravures de vie pastorale en vogue  à la fin du XVIIIe siècle, qui ont pour sujet la vie de l'homme simple et innocent non corrompu par la société. Beaucoup de petits maîtres suisses se prêtent à ce sentimentalisme montagnard, comme F. N. König, J.-G. Volmar, G. Lory père et fils, etc.
L'armailli, berger alpin devenu figure tutélaire et emblématique de cette vie pastorale, est intégré dans la culture du sentiment national suisse. Des fêtes populaires naissent dès 1805 (Berne, Fête des bergers d'Unspunnen), puis la traditionnelle Fête des Vignerons de Vevey qui prend une ampleur nouvelle dès 1819 où le « Ranz des vaches » est chanté pour la première fois par les armaillis fribourgeois en guise d'hymne.

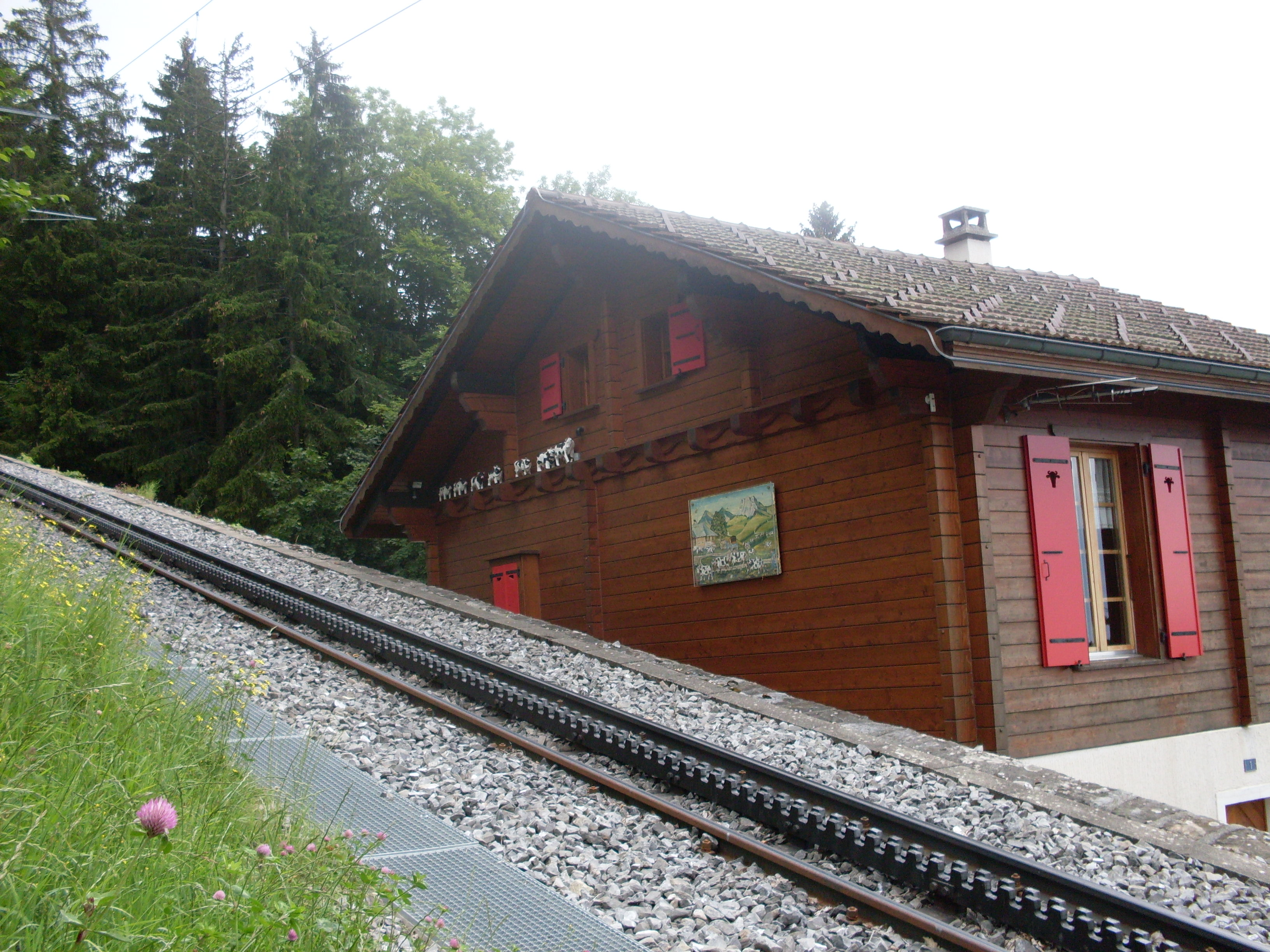
Poya vers Glion-Caux dans le canton de Vaud.

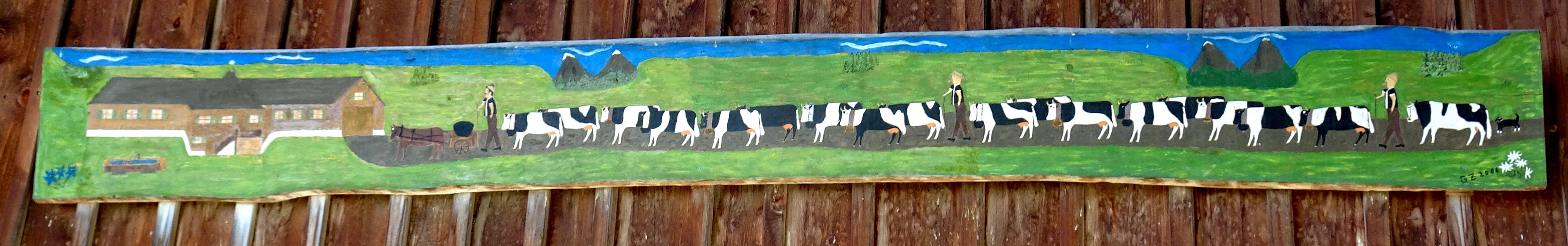
Poya sur une grange à Rougemont dans le canton de Vaud.

## Peintres et graveurs des sujets rupestres et de la «Montée à l'alpage»
| - Abraham Kyburtz, Montée à l'alpage, gravure (1754), frontispice de Theologia naturalis et experimentalis - Théophile Steinlen (1779-1847), poya de 14 mètres de long pour la Fête des Vignerons de 1833. - Joseph Sudan (1808-1877), premier peintre à représenter en poya, les montagnes de Gruyère. - Johann Jakob Hauswirth (1809-1871), La montée à l'alpage (1870), papiers découpés et collés. - Aloys Lämmler (1809-1865), - Johannes Müller (1806-1871), (1806-1871) - Albert Lugardon (1827-1909), - Auguste Clavel (1844-1933), - Joseph Reichlen (1846-1913), - François Oberson (1859-1940), - Joseph Python - Simon Pasquier (1926-2010), - Émile Bussard (1879-1966), - Hans Ecoffey (1879-1949), | - André Currat (1872-1951), - Albert Reuteler (1878-1951), - Isidore Esseiva (1890-1970), - Joseph Dupasquier (1893-1987), - Lucie Bochud (1896-1994), - Isidore Castella (1883-1946) - Paul Yerly (1900-1969), - François Menoud (1905-1951), - Aimé Mesot (1905-1991), - André Mesot (1914-1996), - John Perriard (1907-2004), - Louis Pittet (1908-1971), - Marie Oberson (1910-1996), - Gustave Oberson (1915-1974), - Laurent Musselier (1915-1991), - Raymond Sudan (1916-1995), - André Chassot (1919-1992). - Anne Rosat (1935-) |

## Le genre proprement nomméPoya
Sylvestre Pidoux (1800-1871), un charbonnier né en pays de Gruyère à Vuadens, déjà sollicité pour décorer les linteaux de porte de grange (supports propices aux signes gravés païens puis religieux), rajoute, en plus du monogramme du Christ et du nom du propriétaire, des petites scènes champêtres, puis il peint sur papier des troupeaux  montant à l'alpage (entre 1827 et 1850, dont trois seulement ont été sauvées,). Les vaches de Pidoux sont de différentes couleurs de robe, la sélection n'ayant pas encore fait son apparition (fin du XIXe siècle).
La poya est alors essentiellement une enseigne, un inventaire du cheptel.
Jusque dans les années 1970, la poya reste l'œuvre de paysans, d'ouvriers agricoles, d'armaillis (voire de charpentiers, ou d'autres métiers locaux) qui peignent leur familier, en tant qu'acteurs ou spectateurs.
Iconographie
Son origine (linteau de grange) lui donne ses dimensions originelles, soit un format allongé de 2 à 3 mètres de long, sur 50 cm à 1 mètre. Les poyas sont ensuite peintes sur une planche de bois et rapportées sur le linteau. Mobiles, elles peuvent alors être accrochées sur les façades (verticalement comme les retables d'églises), et pour les mêmes raisons elles doivent être lisibles dans des éléments convenus, la perspective en est absente pour éviter de donner de l'importance à l'un des protagonistes de la scène (même traitée sur deux niveaux). Le côté naïf qui s'en dégage est dû également aux représentations de profil du bétail (comme le jauge habituellement l'éleveur).
Seule la montée (ascension, l'été, l'avenir) est représentée plus que la désalpe (descente, fin de l'été, fuite du temps), ce dernier événement étant aujourd'hui le prétexte à fêter le retour du troupeau fortifié par son séjour alpin (vaches décorées de sapins enrubannées, concert de clarines...)
Composition
Le sujet complet de la montée à l'alpage est imposé avec :
- Un défilé sur le chemin de la montée vers l'alpage,
- la hiérarchie des armaillis, depuis le maître, le second le barlaté, l'apprenti le bouèbe, tous habillés du bredzon,
- les vaches du troupeau équipées chacune de leurs sonnailles suspendues aux courroies de cuir brodé, le taureau, les génisses et les veaux... (voire quelques chèvres ou moutons et les porcs nourris au petit lait).
- le « train du chalet » (le char transportant les meubles et les ustensiles nécessaires à la vie en alpage et aux travaux du traitement du lait et de la fabrication du beurre, du séré, du fromage),
- Le fond représente d'une façon réaliste, depuis le premier tiers du XXe siècle, le décor réel du lieu, le panorama visible depuis le fronton dès son affichage (montagnes, forêts, bâtiments, qu'on doit pouvoir reconnaître autant que les bêtes du cheptel).

## Recensement
On[Qui ?] en a répertorié environ 800 dans la région des districts de la Gruyère, de la Glâne, de la Sarine, et de la Veveyse.
Depuis la fin des années 1980, la poya est devenue un genre pictural, pratiqué par de nombreux artistes peintres qui se sont approprié le thème en réalisant de nouvelles peintures, tout droit inspirées des tableaux d'époque, et qui ne sont pas destinées aux frontons des maisons. Elle se féminise également, car précédemment on connaît peu de peintres femmes (à l'exception de Lucie Bochut - poyas entre 1918 et 1925).
De grands artistes se sont essayés à la poya ou en ont exploité le thème, comme le Fribourgeois Jean Tinguely avec une monumentale « Poya-Maître-autel » animée ou le styliste Thierry Dafflon.